# Giovanni Costetti

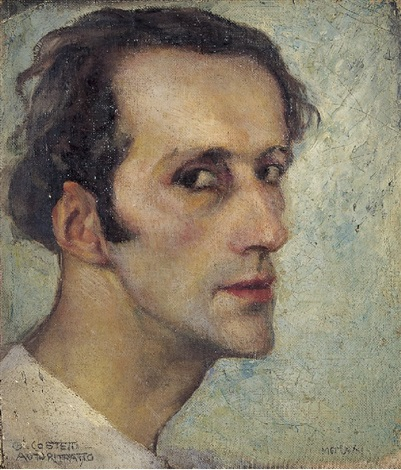
Selbstbildnis (1920)

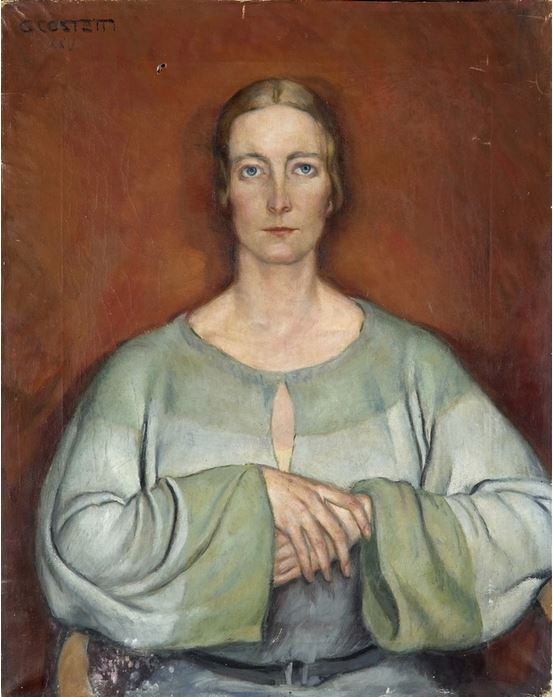
Porträt der Mai Sewell Costetti

Giovanni Costetti (geboren 13. Juli 1874 in Reggio nell’Emilia; gestorben 3. September 1949 in Settignano) war ein italienischer Maler.

## Leben
Giovanni Costetti stammte aus einer Familie von Kunsthandwerkern, er war ein jüngerer Bruder des Malers Romeo Costetti (1871–1957). Costetti besuchte die Zeichenschule für Handwerker in Reggio. Er leistete 1895 seinen zweijährigen Militärdienst in Turin, wo er sich mit dem Werk des Antonio Fontanesi und mit den Präraffaeliten auseinandersetzte. 1897 arbeitete er als Kopist in Bern und gewann ein dreijähriges Sanguinetti-Stipendium, 1898 besuchte er die Aktschule von Giovanni Fattori in Rom. Er ging 1900 mit Ardengo Soffici nach Paris und orientierte sich dort an den Symbolisten. Zurück in Florenz illustrierte er eine 1902 erschienene Ausgabe der Divina Commedia.
Costetti war mit Gabriele d’Annunzio befreundet. Er schrieb Rezensionen und Gedichte für die in Pistoia von Renato Fondi zwischen 1914 und 1920 herausgegebene Zeitschrift La Tempra und steuerte Stiche für die Zeitschriften Il Leonardo von Giovanni Papini, Vita d’Arte, L’Eroica, Il Cimento und La Voce bei. Costetti malte vorwiegend Porträts im Stil der Neorenaissance. In den 1920er Jahren malte er auch religiöse Themen. Costetti heiratete 1923 die Keramikerin Mary Elizabeth Clare (Mai) Sewell (1892–1975), eine Enkeltochter des norwegischen Politikers Torkel Halvorsen Aschehoug.
Costetti lehnte die faschistische Kulturpolitik ab und unterzeichnete 1925 das von Benedetto Croce initiierte Antimanifesto, das sich gegen das von Giovanni Gentile verfasste Manifest der italienischen Intellektuellen zur Unterstützung des Faschismus richtete. Er wurde 1926 Mitglied der Künstlergruppe Novecento. In Oslo hatte er 1937 eine große Ausstellung. Costetti lebte von 1940 bis 1948 in den Niederlanden.

## Schriften, Ausstellungen (Auswahl)
- L’idolo; dramma lirico. Florenz : Vallecchi, 1921
- Vingt-six dessins de Giovanni Costetti. London : Arts & crafts Pub., 1929
- Vita e morte; poesie e disegni. Florenz : Vallecchi, 1950
- Grafica di Giovanni Costetti. Reggio Emilia : Tipo-lito Tecnostampa, 1976
- Giovanni Costetti. Ausstellung Comune di Reggio Emilia, Civici musei. Mailand : Mazzotta, 1983
- Giuseppe Paccagnini (Hrsg.): Giovanni Costetti. Maestro del novecento italiano. Pistoia : Edizioni Can Bianco Niccolai, 1998
- Giuseppe Paccagnini (Hrsg.): Giovanni Costetti. opere dal 1901 al 1949. Montecatini Terme : Edizione Arte del XX Secolo, 2004